# 2M1207b

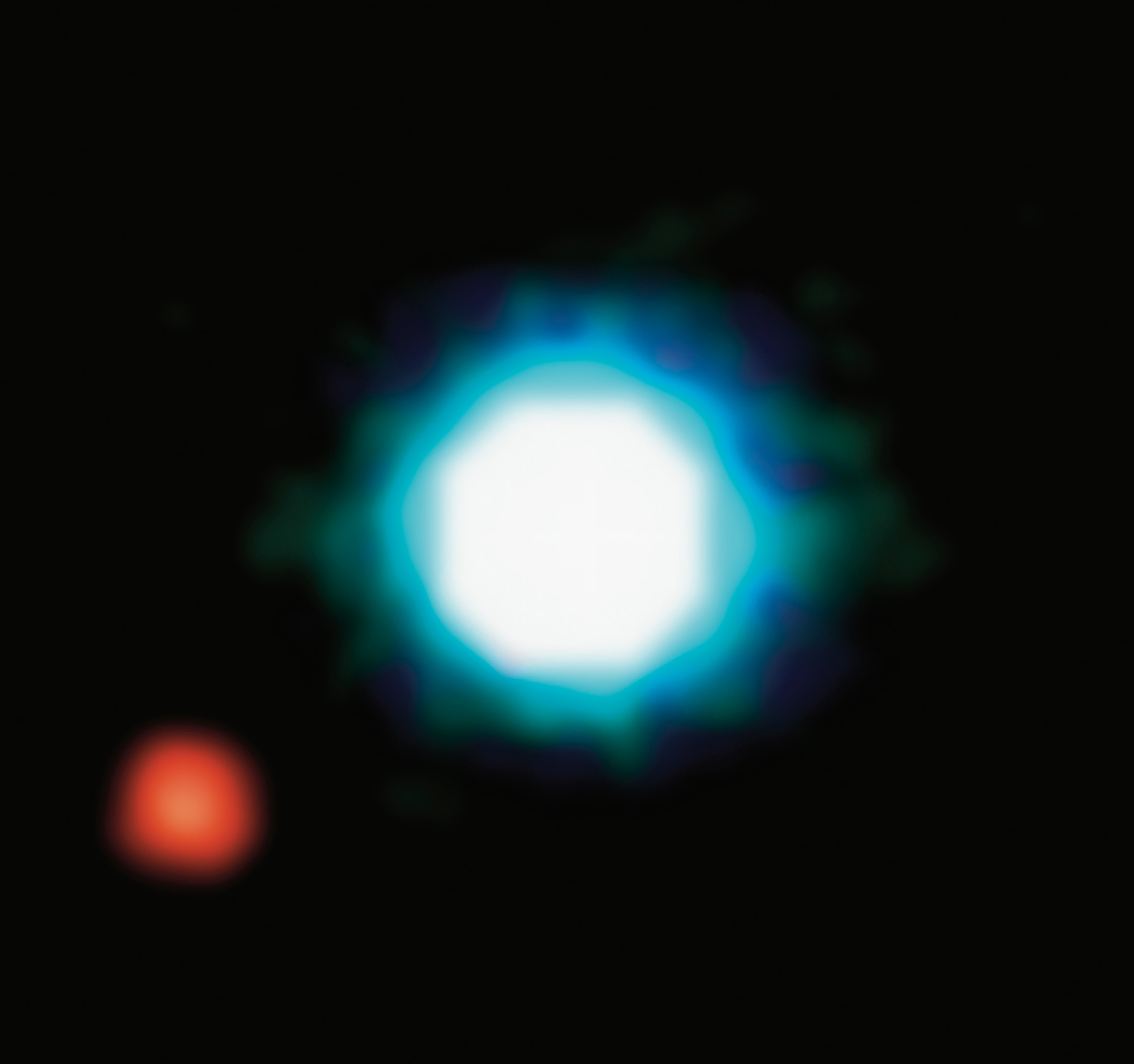
أول صُورة تُلتقط لكوكب خارج المجموعة الشمسية، وقد اُلتطقت بالأشعة تحت الحمراء لهذا الكوكب ونجمه (النجم باللون الأزرق والكوكب بالأحمر).

2م1207ب هو عملاق غازي يقع في كوكبة الشجاع، وهو أول كوكب يتم تصويره خارج نطاق المجموعة الشمسية.

## حقائق
- نصف قطر مدار الكوكب: ضعفا بعد كوكب نبتون عن الشمس
- بعده عن الأرض: أكثر من 200 سنة ضوئية
- حجم الكوكب: 5 أضعاف حجم كوكب المشتري
- كتلة الكوكب: 13.6 ضعف كتلة كوكب المشتري
- حرارة الكوكب: 1700 كيلفن

## وصلات خارجية
- ESO Press Release 12/05:Yes, it is the Image of an Exoplanet
- BBCArabic:التقاط أول صورة لكوكب خارج المجموعة الشمسية